# Escut d'Ars
L'escut oficial d'Ars té el següent blasonament:
Escut caironat: de sinople, un arç d'argent.

## Història
Va ser aprovat el 20 de març de 2013 i publicat al DOGC el 8 d'abril del mateix any amb el número 6350.
Es tracta d'unes armes parlants que fan referència al nom del poble.
Com és norma en tots els escuts de les entitats municipals descentralitzades, el d'Ars no porta corona.